# Орбели, Иосиф Абгарович
Ио́сиф Абга́рович Орбе́ли (арм. Հովսեփ Աբգարի Օրբելի, 8 [20] марта 1887, Кутаиси — 2 февраля 1961, Ленинград) — русский и советский востоковед армянского происхождения, специалист по археологии и культуре Кавказа, один из основных ленинградских гуманитариев первых советских десятилетий, общественный деятель; младший брат Рубена и Леона Орбели. Действительный член Академии наук СССР (с 1935), один из членов-учредителей (с 1943) и первый президент (в 1943–1947) Академии наук Армянской ССР, директор Эрмитажа (в 1934–1951).

## Биография
Родился 8 (20) марта 1887 года в Кутаиси, в армянской семье статского советника, юриста Абгара Иосифовича Орбели (1849—1912) и княжны Варвары Моисеевны Аргутинской-Долгорукой (1857—1937), дочери Моисея Павловича Аргутинского, коллежского асессора и бухгалтера квартирной комиссии Тифлисского городского общественного управления.
Дед по отцу, Овсеп (Иосиф) Орбели, окончил Лазаревский институт; отец, Абгар Орбели — Санкт-Петербургский университет; университетское образование имели и братья отца, Давид и Амазасп Орбели, а также старшие братья — Рубен и Левон Орбели. 
В 1904 году окончил 3-ю Тифлисскую гимназию и поступил на классическое отделение историко-филологического факультета Императорского Санкт-Петербургского университета.
В 1906—1917 годах участвовал в раскопках Ани.
В 1911 году окончил в Санкт-Петербургском университете курс на историко-филологическом факультете и на факультете восточных языков и по представлению декана В. А. Жуковского был оставлен на кафедре армянской и грузинской словесности.
В 1912 году избран членом Русского археологического общества.
В 1913 году выдержал магистерские экзамены на факультете восточных языков Императорского Санкт-Петербургского университета.
С 1914 года — после получения степени магистра армянской филологии был допущен к чтению лекций по курсу «Чтение и толкование армянских надписей области Ширак» в качестве приват-доцента Петроградского университета.
В 1917 году избран доцентом (утверждён 25 сентября) по кафедре армянской и грузинской словесности Петроградского университета.
С 1918 года — профессор кафедры истории Переднеазиатского Востока Лазаревского института в Москве.
С 1918 года — член Совета Государственной археологической комиссии и действительный член Московского археологического общества.
С 1919 года — преподаватель Петроградского археологического института, профессор кафедры истории восточного искусства Петроградского университета, член Российской Академии истории материальной культуры, руководитель разрядами археологии и искусства Армении и Грузии этой академии и учёный секретарь Коллегии по делам музеев Наркомпроса РСФСР. С июля 1919 года — профессор Института истории искусств по кафедре мусульманского искусства; в августе избран учёным секретарём РАИМК.
В 1920—1924 годах — заведующий издательством РАИМКа и редактор её изданий.
В 1920—1922 годах — председатель Комитета по делам типографии РАИМКа и Академии наук.
С 25 октября 1920 года — хранитель отделения мусульманского средневековья Государственного Эрмитажа.
В 1921—1922 годах — сотрудник Яфетического института Академии наук.
С 1924 года — член-корреспондент Академии наук СССР, с сентября этого же года — помощник директора Эрмитажа; на последнем посту, во время первой пятилетки, пытался противодействовать (с переменным успехом) распродаже музейных ценностей.
В 1925—1929 годах — заведующий кафедрой армяно-грузинской филологии и в 1928—1931 годах — заведующий кафедрой истории материальной культуры Востока Ленинградского университета. Там среди его учеников был историк Арам Наапетович Тер-Гевондян, который в дальнейшем называл Иосифа Абгаровича своим любимым учителем и «подарком судьбы».
Депутат Ленинградского городского Совета депутатов трудящихся (1928, 1934, 1939. 1947) и Ереванского городского Совета депутатов трудящихся (1939).
В 1933 году избран действительным членом Института истории культуры Армении.
С 19 июня 1934 года по 1951 год — директор Эрмитажа.
С 1935 года — действительный член Академии наук СССР. С 1937 года — директор Института истории материальной культуры Академии наук СССР.
С 1938 года — председатель Президиума Армянского филиала Академии наук СССР.
С 1940 года — действительный член Академии архитектуры СССР.
В годы Великой Отечественной войны, оставаясь во время блокады в Ленинграде, вёл большую работу по сохранению музейных ценностей. В 1941—1942 годах руководил охраной и эвакуацией Эрмитажа и ленинградских учреждений Академии наук СССР. В 1944 году участвовал в работах Чрезвычайной комиссии по обследованию ленинградских пригородных дворцов с целью установления ущерба, нанесённого немецкими фашистами и участвовал в работах по восстановлению Зимнего дворца и экспозиций Эрмитажа.

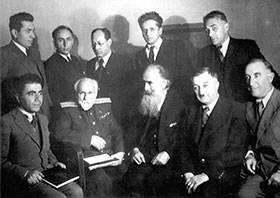
Первые члены АН Армянской ССР. И. Орбели сидит, в центре

В 1943 году избран действительным членом Академии наук Армянской ССР (первый состав). С 25 ноября 1943 года по 16 января 1947 года — первый президент Академии Наук Армянской ССР.
В 1946 году выступал свидетелем на Нюрнбергском процессе главных немецких военных преступников.
16 января 1947 года Общее собрание Академии Наук Армянской ССР освободило его от обязанностей президента по личной просьбе.
С 1951 года — консультант Гарнийской археологической экспедиции.
В 1953—1956 годах работал в ленинградском отделении Института языкознания Академии наук СССР.
С 1955 года — декан Восточного факультета, а с 1956 года — заведующий кафедрой истории стран Ближнего и Среднего Востока и профессор Ленинградского государственного университета.
С 1956 года — заведующий Ленинградским отделением Института востоковедения Академии наук СССР.

Могила Орбели на Богословском кладбище Санкт-Петербурга.

Умер 2 февраля 1961 года в Ленинграде; похоронен на Богословском кладбище.
Владел армянским, русским, греческим, латинским, грузинским, а также турецким языками.

### Семья
Жена с 1914 года — Мария Кероповна Орбели (урожд. Миссирова; 1880—1972), педагог. Окончила Смольный институт. Преподавала математику в Ленинградском государственном педагогическом институте им. А. И. Герцена.
Жена с 1945 года — Антонина Николаевна Изергина (1906–1969), искусствовед, сотрудница Эрмитажа, специалист по немецкому и французскому искусству, кандидат искусствоведческих наук, сестра Марии Николаевны Изергиной.
Сын — Дмитрий Иосифович Орбели, врач (1946—1971).

### Известные адреса
в Ленинграде
- 1915—1938 — 11-я линия Васильевского острова, 44;[10]
- 1938—1948 — Зверинская улица, 31;
- 1948—1961 — Дворцовая набережная, 32 (Эрмитажный театр). На доме в 1963 году была установлена мемориальная доска с текстом: «В этом доме с 1948 по 1961 год жил выдающийся советский востоковед, академик Иосиф Абгарович Орбели» (Арх. В. Д. Попов, гранит)[11] (недоступная ссылка)

## Память
- Одна из улиц в Санкт-Петербурге носит имя учёного, а на зданиях научных учреждений, где он трудился, установлены несколько мемориальных досок в его честь.
- Проспект Месропа Маштоца, д. 9. Мемориальная доска, Ереван
- Мемориал в Цахкадзоре, Армения

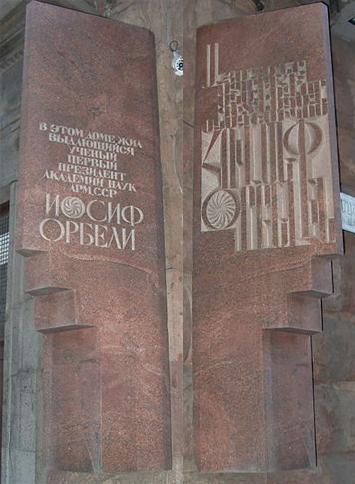
Мемориальная доска И. А. Орбели в Ереване
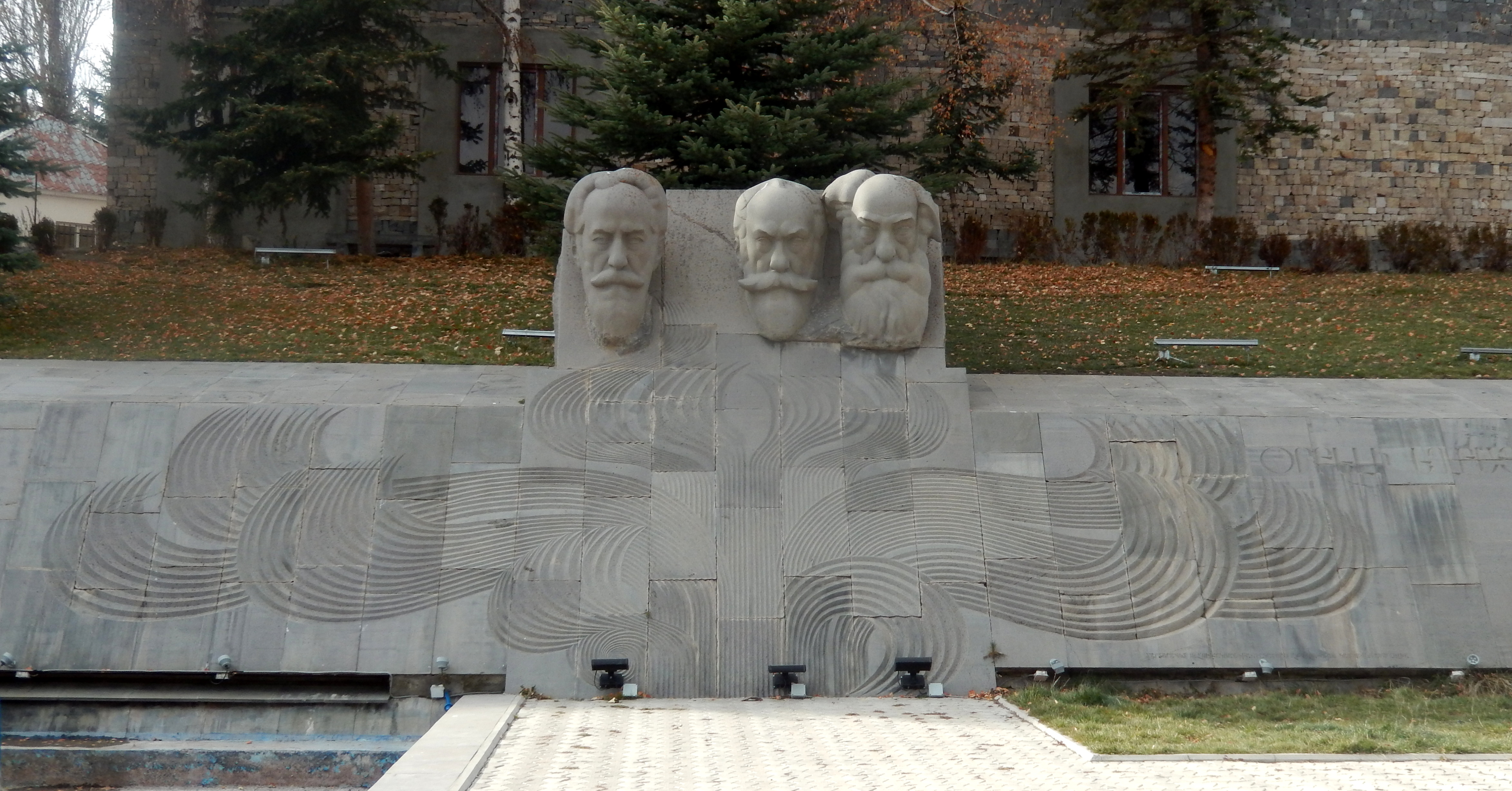
Мемориал братьям Орбели в Цахкадзоре

## Научная деятельность
Основные исследования посвящены кавказоведению, истории средневековой культуры Ближнего Востока; особенную ценность представляют его исследования по сасанидской и сельджукской культурам. Со студенческих лет участвовал в археологическом изучении средневекового города Ани; был ближайшим сотрудником Н. Я. Марра, — когда в 1908 году завершилось строительство музея Ани, Марр доверил Орбели руководство музеем и составление его экспозиции. Вёл раскопки в районе озера Ван (1916, Турция) и в Армении (1929, 1936 и позднее). Ряд работ Орбели посвящён средневековой культуре, армянской эпиграфике, народному эпосу, курдскому языку, архитектуре Грузии и Армении. Орбели вёл большую педагогическую работу и создал школу советских кавказоведов, для которой характерно сочетание работы в области материальной культуры и филологии.

## Основные работы
Книги

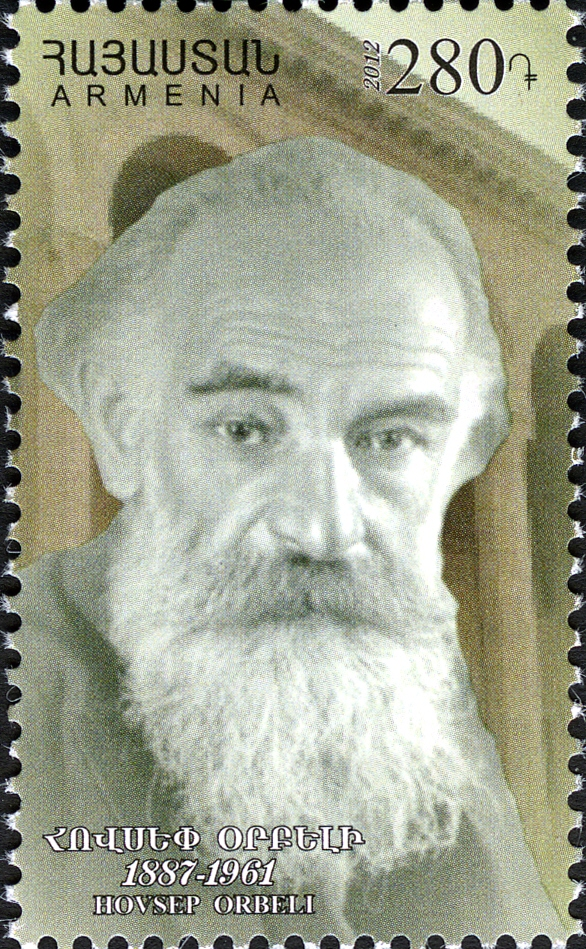
Почтовая марка Армении к 125-летию И. Орбели

«Каталог анийского музея древностей» (Поти, 1910);
- Надписи Мармашена, П., 1914;
- «Надписи Мрена» (Птг., 1916);
- Сасанидский металл, М. — Л., 1935 (совместно с К. В. Тревер);
- Басни средневековой Армении, М. — Л., 1956;
- Избранные труды, Ереван, 1963.
- Избранные труды. М., 1968. Т. 1; Ереван, 2002. Т. 2.

Статьи
- Асан Джалал, князь Хаченский // Извѣстія Императорской Академіи Наукъ, 1909;
- Колокол с анийскими орнаментальными мотивами // Записки Восточного отделения Русского Археологического общества, ХХ;
- Багаванская надпись 639 г. и другие армянские ктиторские надписи VII века // Христианский Восток, II;
- Предварительный отчёт о командировке в Азиатскую Турцию в 1911—1912 гг. // Извѣстія Императорской Академіи Наукъ, 1912;
- Проблема сельджукского искусства // [Труды] III Международного конгресса по иранскому искусству и археологии, М. — Л., 1939.

## Награды
- два ордена Ленина (17.05.1944; 06.04.1957)[12][13]
- два ордена Трудового Красного Знамени (10.06.1945; 24.11.1945)[12]
- Медаль «За оборону Ленинграда»[13]
- Медаль «За оборону Кавказа»[13]
- Медаль «За доблестный труд в Великой Отечественной войне 1941—1945 гг.»[13]
- Заслуженный деятель науки Армянской ССР (1938 год)[13]
- Золотой орден «За научные заслуги», (Иран, 1935 год)[12][13]

Почётные учёные звания
- 1935 год — почётный профессор Тегеранского университета
- 1944 год — почётный член Лондонского археологического общества.
- 1945 год — почётный член Академии наук Ирана.